# Società Sportiva Pro Gorla Sezione Calcio Ausonia 1914-1915
Questa pagina raccoglie i dati riguardanti la Società Sportiva Pro Gorla Sezione Calcio Ausonia nelle competizioni ufficiali della stagione 1914-1915

## Organigramma societario
Area direttiva
- Presidente: Franco Scarioni
- Consiglieri: Mario Zappa, Mario Acquistapace, Riccardo Beretta, Paolo Besana, Mario Forni.
- Revisori: rag. Piero Canonica e Franco E. Colombo.
- Recapito: Luigi Del Grande, Via Ospedale 4 - Milano

Area organizzativa
- Segretario: Luigi Del Grande
- Cassiere: Italo Frosio[2]

Area tecnica
- Commissione Tecnica: Ambrogio Quirci ed Ettore Crivelli.[3]

## Rosa
| N. |                   | Ruolo | Calciatore         |
| -- | ----------------- | ----- | ------------------ |
|    | Italia (bandiera) | C     | Mario Acquistapace |
|    | Italia (bandiera) | A     | Alberti            |
|    | Italia (bandiera) | A     | Osvaldo Aliatis    |
|    | Italia (bandiera) | D     | Paolo Besana       |
|    | Italia (bandiera) | C     | Vittorio Bonello   |
|    | Italia (bandiera) | D     | Brezzi             |
|    | Italia (bandiera) | A     | Covezzi (I)        |
|    | Italia (bandiera) | C     | Ettore Crivelli    |
|    | Italia (bandiera) | C     | Mario Forni        |
|    | Italia (bandiera) | A     | Galazzi            |

| N. |                   | Ruolo | Calciatore        |
| -- | ----------------- | ----- | ----------------- |
|    | Italia (bandiera) | A     | Moretti           |
|    | Italia (bandiera) | D     | Mario Moscaroli   |
|    | Italia (bandiera) | C     | Mutti             |
|    | Italia (bandiera) | P     | Pezzati           |
|    | Italia (bandiera) | A     | Riva              |
|    | Italia (bandiera) | A     | Giuseppe Romanzi  |
|    | Italia (bandiera) | D     | Saverio           |
|    | Italia (bandiera) | A     | Giuseppe Tornaghi |
|    | Italia (bandiera) | A     | Villa             |
|    | Italia (bandiera) | D     | Ugo Zezi          |